# Nihilisten-Transposition
Als Nihilisten-Transposition wird eine manuelle Verschlüsselungsmethode bezeichnet, die nach 1850 bis 1917 von den Nihilisten im zaristischen Russland verwendet wurde.

## Verfahren
Die Nihilisten-Transposition ist, wie der Name sagt, ein Transpositionsverfahren, besteht also nur aus einer Umsortierung der Reihenfolge der Buchstaben. Sie darf nicht mit der Nihilisten-Chiffre verwechselt werden. Letztere ist eine Substitutionsmethode, bei der Buchstaben durch andere Buchstaben ersetzt werden. Auch diese wurde von den Nihilisten verwendet.
Das Verfahren wird unten anhand eines Beispiels illustriert. Die erläuterte Transposition wurde häufig noch mit einem steganographischem Verfahren kombiniert, um die Tatsache der Verschlüsselung zu verbergen.

## Beispiel
|   | P | J | O | T | R |
| - | - | - | - | - | - |
| P | M | O | R | G | E |
| J | N | A | N | S | C |
| O | H | L | A | G | A |
| T | U | F | D | E | N |
| R | Z | A | R | E | N |

|   | J | O | P | R | T |
| - | - | - | - | - | - |
| J | A | N | N | C | S |
| O | L | A | H | A | G |
| P | O | R | M | E | G |
| R | A | R | Z | N | E |
| T | F | D | U | N | E |

Beispielsweise soll der Text „Morgen Anschlag auf den Zaren“ verschlüsselt werden und als Schlüssel wurde „Pjotr“ vereinbart. Der Klartext wird zeilenweise in eine Matrix eingetragen (links), deren Kantenlänge der Länge des Schlüsselworts entspricht, hier also in eine 5×5‑Matrix. An deren Ränder wird der Schlüssel (hier: PJOTR) geschrieben.
Anschließend werden die Zeilen und die Spalten der Matrix so umsortiert, dass die Buchstaben des Schlüsselworts nun in alphabetischer Reihenfolge stehen, statt PJOTR nun also hier JOPRT.
Durch zeilenweises Auslesen der Buchstaben der zweiten Matrix ergibt sich hier der folgende Geheimtext:
```
ANNCS LAHAG ORMEG ARZNE FDUNE
```

Der befugte Empfänger, der das Schlüsselwort kennt, kann mit dem Schlüssel und unter Umkehrung des Verfahrens den empfangenen Geheimtext entschlüsseln und erhält so den ursprünglichen Klartext.